# Historia de dos ciudades (novela)
Historia de dos ciudades (título original, A Tale of Two Cities) es una novela del escritor británico Charles Dickens. En esta novela histórica se narra la vida en el siglo XVIII, en la época de la Revolución francesa. La historia se desarrolla en dos países: Inglaterra y Francia, y en las ciudades de Londres y París en la época de los albores de la Revolución francesa. La primera ciudad simbolizaría de algún modo la paz y la tranquilidad, la vida sencilla y ordenada; mientras la segunda representaría la agitación, el desafío y el caos, el conflicto entre dos mundos en una época en la que se anuncian drásticos cambios sociales.
Se publicó en la revista All the Year Round (fundada por el propio Dickens) y apareció en 31 entregas semanales entre el 30 de abril y el 26 de noviembre de 1859. Historia de dos ciudades  fue la primera narración de la revista con una aceptación notoria, lo que le permitió alcanzar una tirada de hasta 120 000 ejemplares y consolidar una media de 100 000 ejemplares por semana.

## Argumento

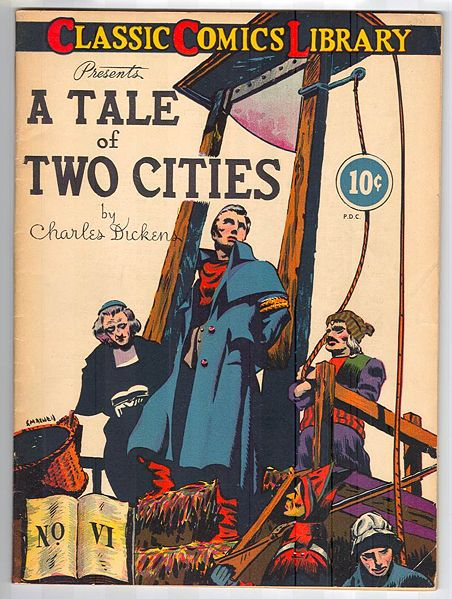
Portada de Classic Comics.

La novela está situada en los comienzos de la Revolución francesa y sus primeras líneas constituyen uno de los más famosos  principios de la literatura. 

«Era el mejor de los tiempos, era el peor de los tiempos; la edad de la sabiduría, y también de la locura; la época de las creencias y de la incredulidad; la era de la luz y de las tinieblas; la primavera de la esperanza y el invierno de la desesperación. Todo lo poseíamos, pero no teníamos nada; caminábamos en derechura al cielo y nos extraviábamos por el camino opuesto. En una palabra, aquella época era tan parecida a la actual, que nuestras más notables autoridades insisten en que, tanto en lo que se refiere al bien como al mal, sólo es aceptable la comparación en grado superlativo».
(Traducción de Gregorio Lafuerza).

La novela comienza en 1775 en Dover, Inglaterra. Jarvis Lorry, gerente del banco Tellson, recibe la noticia de que un antiguo cliente y amigo suyo, el célebre médico francés Alejandro Manette, está vivo y acaba de ser liberado, tras pasar 18 años recluido y olvidado en la prisión de la Bastilla, donde fue encerrado en el calabozo 105 de la torre norte por la sanguinaria familia de los Saint Evremont. Lorry se traslada a París junto a Lucía, hija del doctor Manette, y ambos lo encuentran en una taberna del barrio de San Antonio, donde pasa los días fabricando zapatos en compañía de Defarge, su antiguo criado. Al principio el médico no los reconoce (pues ha perdido la razón debido a los años en cautiverio), pero tras contemplar el rostro de Lucía, poco a poco recupera la lucidez y es trasladado a Inglaterra donde reasume su antigua profesión junto a su familia.
Cinco años después, en 1780, Lucía y su padre presencian el momento en que un noble francés, Carlos Darnay, a quien conocieron durante su viaje de regreso a Inglaterra, es juzgado por espionaje y traición por haber facilitado secretos ingleses al enemigo durante el estallido de la Revolución americana. El testimonio de un oscuro agente inglés, Juan Barsad, es desmentido tras la súbita intervención de Sidney Carton, un abogado de baja estofa, con fama de borracho y antiguo pretendiente de Lucía, que guarda un idéntico parecido físico con Carlos. Carton sigue estando enamorado de Lucía, pero sabe que sus malas maneras y poco talento le hacen ineligible para siquiera acercarse a ella. Ambos se convierten en visitantes frecuentes de la casa de los Manette, pero finalmente es Darnay quien termina pidiendo la mano de la joven en matrimonio, con la venia de su padre.
Unos meses más tarde, en la víspera de su boda con Lucía, Carlos viaja en secreto a París para visitar a su tío, el cruel marqués de Saint Evremont, y comunicarle su decisión de renunciar a su herencia aristocrática para vivir el resto de su vida en Inglaterra, donde formará una familia. Esa noche, el marqués es asesinado por un campesino, cuyo hijo había muerto atropellado esa misma tarde a manos del marqués. Mientras tanto en Inglaterra, el abogado Carton visita a Lucía y le promete, sabiendo que su corazón le pertenece a Darnay, que dará su vida por ella, o por alguien a quien ella ame. Dicho esto, se retira, no sin antes hacerle prometer que lo recordará como el hombre bueno y digno que alguna vez fue.
El día de la boda con Lucía, Carlos Darnay le confiesa al padre de su futura esposa, que su verdadero apellido es Saint Evremont y que es el último descendiente de aquella familia aristocrática y asesina, pero que reniega de serlo. La noticia de la boda de Darnay llega a oídos de Defarge (el tabernero de París) y de su esposa, quienes planean acabar con toda la estirpe de los Saint Evremont, hasta el último de sus descendientes.
Es el año 1789 y mientras Lucía cuida de la hija que ha tenido con Carlos, el barrio de San Antonio es tomado por una turba de gente armada, que grita ¡a la Bastilla! ¡a la Bastilla!. La infame prisión ha sido tomada, la revolución francesa ha comenzado y Defarge, que luchaba como soldado, obliga a uno de los carceleros a llevarlo al calabozo 105, torre norte, donde encuentra y toma un rollo de papeles que pertenecieron al presidiario que ahí estuvo.
Así, los años de terror que se pensaba serían los de bondad y paz, comienzan en Francia el 14 de julio de 1789.
Tres años después, en 1792, Carlos Darnay debe ir a París para salvar a uno de sus servidores que ha sido acusado. Pero al llegar a París es tomado prisionero, sin derechos, debido a una ley que condena a todos los emigrados a la pena de muerte si regresan a Francia, y conducido a la prisión por el tabernero Defarge, quien es ahora uno de los líderes. Carlos es juzgado, junto con miles de personas que son decapitadas diariamente en Francia, pero gracias a la oportuna intervención de su suegro el doctor Manette (considerado héroe civil por haber sido preso en la Bastilla), es liberado. Sin embargo, horas más tarde, Darnay es nuevamente capturado y encarcelado, sin que el doctor Manette pueda hacer nada para ayudarlo.
Defarge ha denunciado a Darnay y en el juicio, revela el rollo de papeles que encontró en la prisión de la Bastilla, en el que el doctor Manette revelaba haber sido llamado por los Saint Evremont para curar a una niña, a cuya familia habían asesinado. Cuando el doctor Manette se lo contó a las autoridades, los Saint Evremont lo secuestraron, encerrándolo en la prisión por 18 largos años. En el décimo aniversario de su encierro, antes de perder la razón, el doctor Manette denunció en ese documento a los culpables de su desgracia: los Saint Evremont, hasta el último de sus descendientes. Denunciado de esta manera indirecta por el padre de su esposa, Darnay es encarcelado, para morir en la guillotina dentro de 24 horas, pese a los esfuerzos de su suegro por impedirlo.
Lucía se desmaya después de hablar con su esposo y es ayudada por el abogado Carton, quien ha presenciado todo y ahora le recuerda la promesa que le hizo: la promesa de dar su vida en cualquier momento, por ella, o por alguien a quien ella amara. Dispuesto a sacrificarse y redimir su pasada conducta, Carton trama un plan en secreto. Tras tomar valor, el abogado se dirige disfrazado a la taberna de Defarge, donde escucha una reveladora conversación entre el tabernero y su esposa. Entonces se descubre que ella era aquella niña sobreviviente de la masacre y que su odio profundo hacia los Saint Evremont le impulsa a vengarse hasta del último de sus descendientes, incluyendo Lucía y su pequeña hija, a quienes planea denunciar al día siguiente. Después de oír esto, el abogado Carton ve entrar al espía Barsad (el agente que acusó a Darnay en Inglaterra) y lo chantajea pidiéndole acceso a la prisión donde está Darnay, a cambio de no denunciarlo con las autoridades por ser un doble espía entre las dos ciudades (París y Londres). 

El espía acepta, y luego Carton vuelve con Lorry y el doctor Manette, que no pueden hacer nada para ayudar a Carlos. Carton le dice al señor Lorry que siga sus instrucciones sin preguntar nada, y le da un salvoconducto que permite al doctor salir de París con su hija y nieta. Luego le da otro salvoconducto que está a nombre de Sidney Carton y le pide que él y los demás lo esperen al día siguiente a las 2 de la tarde para irse juntos de París antes de las ejecuciones.
Al salir, el abogado Carton echa una última mirada a la ventana del cuarto de Lucía y, al día siguiente, se dirige a la prisión donde está encerrado Darnay. Al entrar, cambia sus ropas con las de Carlos, luego lo deja inconsciente con cloroformo y le dice a Barsad que le diga a los guardias que el abogado Carton se ha desmayado al ver al prisionero, y que se lo lleven donde lo esperan el señor Lorry, el doctor Manette y su hija. El espía cumple la orden sin hacer preguntas, dejando a Carton en la celda.
Las horas transcurren lentas y fúnebres, hasta que Carton oye que todos los calabozos se abren y es llevado a la sala donde están todos los condenados a muerte: "desde el rico propietario de 50 años a quien sus riquezas no lo pueden salvar, hasta la costurerita de 16 años, a quien su oscuridad y pobreza no pueden evitarle la muerte. Carton hace amistad con ella y la niña queda admirada ante la valentía de ese hombre, que va a entregar la vida para darles una vida mejor a las personas a quienes quiere.
Mientras el señor Lorry, el doctor Manette y su nieta abandonan París, Lucía descubre que el hombre que está desmayado en la parte trasera del carruaje no es Sidney Carton, sino su esposo, Carlos Darnay. Al comprender todo, "rompe a llorar de desesperación y de esperanza, de terror y de gratitud". En tanto en París, la señora Defarge acude a la casa de los Manette para intentar acabar con Lucía, pero encuentra la muerte a manos de una de sus criadas, que se había quedado en Francia para no sobrecargar el carruaje.
Campesinos, elegantes señoras y todo tipo de público, se divierten presenciando las 52 ejecuciones de esa tarde, todos maldiciendo al supuesto Charles Darnay, que sostiene la mano de la costurerita todo el tiempo, incluso al acercarse a la guillotina, que comienza a funcionar. El momento se acerca más y más, Carton y la costurerita se besan en la boca (deseando reunirse en el más allá) y luego la pequeña emprende el viaje eterno, seguida de Sidney Carton, quien en sus últimos momentos, ve el futuro de las personas por las que ha dado su vida:

«Veo a Barsad, a Cly, a Defarge, a La Venganza, a los jurados, al juez, a la larga fila de opresores de la humanidad, que se han alzado para destruir a los antiguos, caer bajo esta misma cuchilla, antes de que deje de emplearse en su actual función. Veo las vidas de aquellos por quienes doy la mía, llenas de paz, útiles a sus semejantes, prósperas y felices, en aquella Inglaterra, que ya no veré. Veo a Lucía con un niño en su regazo, que lleva mi nombre. Veo a su padre, anciano y encorvado, pero con la mente despierta y útil a todos los hombres. Veo al bondadoso anciano Lorry, su amigo desde hace tantos años, enriqueciéndoles, dentro de diez más, con cuanto posee e ir tranquilo a recibir su recompensa. Veo que en los corazones de todos ellos tengo un santuario, y también en los de sus descendientes, durante varias generaciones. La veo a ella, ya anciana, llorando por mí en el aniversario de este día. Veo a ella y a su marido, terminado ya su paso por el mundo, descansando juntos en un lecho de tierra, y sé que cada uno de ellos no fue tan reverenciado como yo en el corazón del otro.

Veo que el niño que ella tenía en su regazo y que llevaba mi nombre, es ya un hombre que con su talento, se abre paso en la carrera que fue mía. Le veo alcanzar tantos éxitos, que mi nombre, ya limpio de las manchas que sobre él arrojé, se hace ilustre gracias a él. Le veo convertido en el más justo de los jueces, honrado por los hombres, y está educando a un niño de cabellos rubios, que también llevará mi nombre, al que le contará mi historia con la voz emocionada. Y así es como habrá de saberse, para siempre, que esto que hago ahora, es mejor, mucho mejor que cuanto he hecho en toda mi vida; porque yo sé que el descanso al que voy, es mucho más agradable que cuantos conocí anteriormente».
(Traducción de Gregorio Lafuerza).

### Estructura
La primera parte está ambientada en el año 1775, en Francia. Lucía Manette, una joven que creía a su padre muerto, logra, gracias a la intermediación del banquero Jarvis Lorry, reencontrarse con él en Francia. Allí permanece custodiado por un antiguo criado suyo tras haber abandonado la prisión de la Bastilla.
En la segunda parte se relata el juicio a un personaje llamado Charles Darnay, acusado de ser espía de Francia. Mientras en este país va creciendo el clima revolucionario, en Inglaterra se va tejiendo la historia de amor en torno a Lucie. También se cuenta la vida en torno a su familia y amigos, entre ellos el abogado Sidney Carton. Finalmente Lucía se casará con Darnay y juntos tienen una hija. Londres y París se entrelazan en la historia, ya que Darnay decide marchar rumbo a Francia, pues una persona será condenada a morir por su culpa.
En la tercera parte, Darnay, de origen francés, es encarcelado en París y severamente juzgado. Del resultado de este juicio dependerá, en buena parte, el final de la historia.

### Traducciones al español
Existe una gran variedad de traducciones y adaptaciones al castellano de la obra. 
- Narración de dos ciudades, c.1900 (vol.1 El hilo de oro; vol.2 El eco de la tormenta.) No consta traductor. Editado por Saturnino Calleja.[2]
- La primera fue la de A. de la Pedraza en 1910 bajo el título El Marqués de Saint Evremont. Esta primera edición acabaría siendo la única con un título tan alejado del texto original. Las traducciones posteriores son:
- Una historia de dos ciudades Gregorio Lafuerza, 1950.
- Historia en dos ciudades de Manuel Vallvé, 1968.
- Historia de dos ciudades de A. Pujol de la Huerta en 2016.
- Cuento de dos ciudades.